# False Alarm
«False Alarm» es una canción realizada por el cantautor canadiense The Weeknd, lanzado el 11 de octubre de 2016, como el segundo sencillo de su próximo tercer álbum de estudio Starboy. También ha sido la canción oficial del evento de pago por visión (PPV) de la WWE, Survivor Series.

## Antecedentes y composición
Después de que el 22 de septiembre de 2016 se haya lanzado la canción con el mismo título que el disco, seguido de la publicación del título y portada de "Starboy";  "False Alarm" fue lanzado como el primer sencillo promocional del disco el 29 de septiembre de 2016. También fue lanzado como el segundo sencillo oficial del álbum, al mismo tiempo que debutaba en el Billboard Hot 100. La letra de la canción gira en torno a como se enamoró el protagonista de una chica la cual es una aspirante a actriz, y que su único amor son las joyas y cámaras. También alude a que esta chica es adicta a las drogas.

## Vídeo musical
El video musical fue lanzado el 13 de octubre de 2016, y documenta un robo a mano armada en un banco desde una perspectiva en primera persona. El video fue dirigido por Ilya Naishuller. Debido a la violencia gráfica en el video, un descargo de responsabilidad se puso al inicio del mismo, advirtiendo sobre contenido explícito, por lo cual se recomienda discreción.

## Presentaciones en vivo
Tanto "False Alarm" y "Starboy" se interpretaron en el estreno de la temporada 42 de Saturday Night Live el 1 de octubre.

## Posicionamiento

### Semanales
| Lista(2016)                                 | Mejor posición |
| ------------------------------------------- | -------------- |
| Canadá (Canadian Hot 100)                   | 44             |
| Irlanda (IRMA)                              | 96             |
| New Zealand Heatseekers (Recorded Music NZ) | 1              |
| Escocia (Scottish Singles Sales Chart)      | 86             |
| Suecia (Sverigetopplistan)                  | 89             |
| Suiza (Schweizer Hitparade)                 | 85             |
| Estados Unidos (Billboard Hot 100)          | 63             |